# Castelmauro
Castelmauro est une commune italienne de la province de Campobasso, dans la région Molise.

## Administration
| Période                                  | Période  | Identité      | Étiquette    | Qualité |
| ---------------------------------------- | -------- | ------------- | ------------ | ------- |
| 08/07/2009                               | En cours | Angelo Sticca | Lista Civica |         |
| Les données manquantes sont à compléter. |          |               |              |         |

### Communes limitrophes
Acquaviva Collecroce, Civitacampomarano, Guardialfiera, Montefalcone nel Sannio, Roccavivara, San Felice del Molise, Trivento

## Jumelages
- Herstal (Belgique)